# شاپرانتسه
شاپرانتسه (به صربی: Šaprance) یک منطقهٔ مسکونی در صربستان است که در ترگوویشته واقع شده‌است. شاپرانتسه ۸۳ نفر جمعیت دارد.